# Casetes de la platja de Garraf
Les Casetes de la platja de Garraf és una obra de Sitges (Garraf) protegida com a Bé Cultural d'Interès Local.

## Descripció
Es tracta d'un conjunt de casetes ubicades al Passeig Llorach, a la platja de Garraf, construïdes inicialment com a casetes de bany i per deixar-hi els estris de pesca, que posteriors modificacions i ampliacions han anat convertint en petits habitatges de temporada.
Tot i la seva diversitat, totes estan sobre alçades sobre la sorra de la platja i les seves parets inicialment eren de fusta. Finalment la construcció de la vorera del costat de la platja dona una major unitat al conjunt.
El conjunt, tot i la seva diversitat, té una gran coherència degut als elements comuns a totes elles, i a haver conservat, tot i les variacions sofertes, el seu caràcter popular i de construcció lleugera sobre la platja.

## Història
Les primeres casetes, de fusta i lona, es van començar a construir l'any 1923 pels empleats de la MZA per passar-hi l'estiu. A poc a poc altres estiuejants van anar construint les seves cabanes sobre la sorra.
L'any 1931, amb el permís de la Marina, el senyor Domingo Sorribas va construir la primera cabana sobre pilars, de parets fusta i sostre d'uralita. La construcció va tenir èxit i es van continuar concedint permisos. Es van establir unes normes: es pagaven 25 pessetes per construcció i aquestes havien de seguir una normativa força precisa que regulava alguns aspectes com la distància entre les cases. En tres anys es van edificar fins a 33 casetes.
A partir de 1946 les casetes es pinten dels colors actuals, blanc per a les façanes i verd per als detalls i teulades, i passen a ser propietat del MOPU que s'encarrega de les concessions.